# Entyloma medicaginis
Entyloma medicaginis är en svampart som beskrevs av Vánky 2002. Entyloma medicaginis ingår i släktet Entyloma och familjen Entylomataceae.   Inga underarter finns listade i Catalogue of Life.